# Закінф (ном)
Закінф (грец. Ζακύνθος) — ном в Греції, що належить до групи Іонічних островів. Складається з острову Закінф та декількох маленьких островів, розташованих поруч з головним островом. Столиця — місто Закінф.

## Муніципалітети

Муніципалітети ному Закінф

| Муніципалітет | YPES код | Місцева влада (якщо відрізняється) | Поштовий код |
| ------------- | -------- | ---------------------------------- | ------------ |
| Алікес        | 1601     | Катастарі                          | 290 90       |
| Аркадіон      | 1602     | Ванато                             | 291 00       |
| Артемісія     | 1603     | Махерадо                           | 290 92       |
| Елатія        | 1604     | Волімес                            | 290 91       |
| Лаганас       | 1606     | Пантократор                        | 290 92       |
| Закінф        | 1605     |                                    | 291 00       |

| Греція | Це незавершена стаття з географії Греції. Ви можете допомогти проєкту, виправивши або дописавши її. |